# Catarsis (película)
Catarsis es un drama experimental dirigida por Ángel Fernández Santos. La película se estrenó en marzo de 2006, en salas de cine y en Internet al mismo tiempo.

## Argumento
La película narra el viaje iniciático de Luisa, una joven poeta que se presenta a un prestigioso premio de poesía. La protagonista tiene que hacer frente al dilema de presentar un poema que siga la corriente oficial y que posiblemente gustaría más al jurado del premio, o seguir un estilo más arriesgado. El filme muestra el proceso catártico que vive Luisa durante los siete días previos a la presentación de su obra en el concurso.

## Reparto
- Chusa Barbero como Luisa.
- Daniel Freire como Enrique.
- Laura Domínguez como Esther.
- Josep Linuesa como Andy.
- Angie Savall como Greta.
- Amaia Lizarralde como Marina.

## Premios
- Gran Premio del Público en la 14.ª Semana de Cine Experimental de Madrid[5]

- Premio a la mejor fotografía para Federico Ribes en Madrid Imagen 2004[6]

- Premio como mejor actriz protagonista “Premio Francisco Rabal” para Chusa Barbero en la IX Primavera Cinematográfica de Lorca (Murcia)
- Premio como mejor actriz para Chusa Barbero en el II Festival de Cine Español de Ponferrada (León).